# Louis Robert
Louis Robert (* 15. Februar 1904 in Laurière, Département Haute-Vienne; † 31. Mai 1985 in Paris) war ein französischer Epigraphiker, Althistoriker, Numismatiker und Archäologe. Sein Forschungsschwerpunkt lag auf der Erforschung der antiken Inschriften und Münzen, insbesondere denen der hellenistischen und römischen Zeit Kleinasiens.

## Leben
Robert studierte ab 1924 an der École normale supérieure, nachdem er schon als Schüler Vorlesungen des Epigraphikers Maurice Holleaux besucht hatte, den er als seinen wichtigsten Lehrer bezeichnete. 1927 wurde er Stipendiat der École française d’Athènes, 1932 Dozent (directeur d’études) für „Historische Geographie der griechischen Welt und griechische Epigraphik“ (géographie historique du monde grec et d’épigraphie grecque) an der École Pratique des Hautes Études, eine Tätigkeit, die er bis 1974 ausübte. 1939 wurde Robert als Nachfolger von Holleaux zudem Professor für Épigraphie et antiquités grecques am Collège de France, 1948 Mitglied der Académie des inscriptions et belles-lettres. Ferner gehörte er wissenschaftlichen Akademien und Gesellschaften in zahlreichen Ländern an. Von 1956 bis 1964 leitete er das Institut français d’archéologie in Istanbul. 1946 wurde er in die British Academy, 1955 in die Académie royale des Sciences, des Lettres et des Beaux-Arts de Belgique und 1961 in die American Academy of Arts and Sciences gewählt.

## Leistungen
Robert gilt bis heute als einer der „Großmeister“ der griechischen Epigraphik, der er annähernd fünfhundert Studien in Form von Aufsätzen, Sammelbänden und einigen Monographien widmete. Einen Schwerpunkt bildete dabei die hellenistische und kaiserzeitliche Epigraphik Kleinasiens, wo er auch umfangreiche Feldforschungen durchführte, so zwei Forschungsreisen im Auftrag des Archaeological Institute of America 1932 und 1939, daneben Ausgrabungen in Amyzon in Karien (1949/1950) und in der Orakelstätte Klaros (1950–1961, gemeinsam mit Roland Martin). Er widmete sich aber auch Inschriften aus dem griechischen Mutterland und anderen Teilen der antiken Welt, dazu wiederholt den pierres errants („verschleppte Inschriften“). Immer wieder betonte Robert den Wert geographischer und landeskundlicher Kenntnisse für den Altertumswissenschaftler. Er versuchte stets, die Inschriften in ihren Kontext einzubetten, betonte dabei die Vitalität der griechischen Poleis während des Hellenismus und der Kaiserzeit und wandte sich damit als einer der ersten Historiker gegen lange Zeit gängige Dekadenzerzählungen. Auch im Bereich der antiken Numismatik veröffentlichte er zahlreiche Arbeiten.
Von 1938 bis 1984 gab Robert gemeinsam mit seiner Frau Jeanne (1910–2002), die auch sonst seine ständige Mitarbeiterin war, das Bulletin épigraphique heraus, eine umfangreiche Rubrik in der Revue des Études Grecques, in der jährlich alle Neuerscheinungen zur griechischen Epigraphik angezeigt und teilweise sehr kritisch kommentiert und ergänzt wurden. Seit Roberts Tod wird das Bulletin von einer Gruppe von Wissenschaftlern herausgegeben.
Bei seinen Arbeiten konnte Robert aus einer tiefen Vertrautheit mit den epigraphischen Quellen schöpfen. Auf der Grundlage seiner Kenntnisse und seines Zettelkastens von verstreut publizierten Inschriften konnte er Herausgebern und Kommentatoren von Inschriften mitunter gravierende Versäumnisse nachweisen, was er in einem oft sehr scharfen und apodiktischen Ton tat. Allerdings sah er sich umgekehrt auch dem Vorwurf ausgesetzt, selbst kaum umfassende Synthesen zu veröffentlichen, sondern überwiegend Detail- und Spezialstudien. Das zusammen mit seiner Frau in Angriff genommene Corpus der griechischen Inschriften von Karien blieb mit nur einem erschienenen Band ein Torso. Allerdings veröffentlichte er durchaus auch Monographien, so etwa sein 1940 erschienenes Standardwerk über die Gladiatoren im Osten des römischen Reiches. Zu den nicht abgeschlossenen Projekten Roberts gehören neben den verbleibenden Bänden zu Karien auch ein Corpus der griechischen Inschriften des Iran, die Publikation diverser griechischer und kleinasiatischer Gladiatoreninschriften sowie eine Studie und kritische Ausgabe aller erhaltener Ehrenbeschlüsse griechischer Städte für auswärtige Richter.
Roberts Lehrtätigkeit an der École Pratique des Hautes Études und dem Collège de France prägte Generationen von (nicht nur französischen) Epigraphikern. Robert betrieb eine aktive Schulbildung, die in der französischen althistorischen Forschung bis heute eine Rolle spielt. Viele seiner Publikationen werden auch nach Jahrzehnten noch regelmäßig von der Forschung herangezogen.

## Schriften
Roberts Aufsätze sind in zahlreichen Sammelbänden (insbesondere Opera minora selecta. 7 Bände, 1969–1990) zusammengestellt, soweit sie nicht von vornherein in Sammlungen erschienen wie der Reihe Hellenica. Recueil d’épigraphie, de numismatique et d’antiquités grecques (13 Bände, 1940–1965, teilweise mit Jeanne Robert).
- Inhaltsverzeichnis der Reihe Hellenica.

Auswahlband mit vollständigem Schriftenverzeichnis:
- Denis Rousset (Hrsg.): Choix d’écrits (= Histoire. 84). Les Belles Lettres, Paris 2007, ISBN 978-2-251-38083-4.

An monographischen Publikationen sind zu nennen:
- Villes d’Asie Mineure. Études de Géographie Antique (= Etudes Orientales. 2, ZDB-ID 439397-1). Éditions de Boccard, Paris 1935, (2e édition augmentée. ebenda 1962).
- Inscriptions grecques (= Collection Froehner. 1). Éditions des Bibliothèques nationales, Paris 1936.
- Études Anatoliennes. Recherches sur les inscriptions grecques de l’Asie Mineure (= Etudes Orientales. 5). Éditions de Boccard, Paris 1937.
- Études épigraphiques et philologiques (= Bibliothèque de l’École des Hautes Études, 4. Section Sciences Historiques et Philologiques. 272, ISSN 0761-148X). Champion, Paris 1938.
- Les gladiateurs dans l’Orient grec (= Bibliothèque de l’École des Hautes Études, 4. Section Sciences Historiques et Philologiques. 278). Champion, Paris 1940.
- Les inscriptions Grècques (= Le sanctuaire de Sinuri près de Mylasa. Tl. 1 = Mémoires de l’Institut Français d’Archéologie de Stamboul. 7, ZDB-ID 449810-0). Éditions de Boccard, Paris 1945.
- Études de numismatique grecque. Collège de France – Fondation Schlumberger pour la Numismatique, Paris 1951.
- mit Jeanne Robert: La Carie. Histoire et géographie historique avec le recueil des inscriptions antiques. Band 2. Le plateau de Tabai et ses environs. Maisonneuve, Paris 1954 (mehr nie erschienen).
- Les Korkadia de Nicée, le combustible de Synnada et les poissons-scies. Sur des lettres d’un métropolite de Phrygie au Xe siècle. Philologie et réalités. Klincksieck, Paris 1962 (Sonderdruck eines Beitrags aus dem Journal des savants, Jahrgang 1961 (S. 97–166) und Jahrgang 1962 (S. 5–74)).
- Noms indigènes dans l’Asie Mineure gréco-romaine (= Bibliothèque Archéologique et Historique de l’Institut Français d’Archéologie d’Istanbul. 13, ISSN 0537-779X). Band 1. Maisonneuve, Paris 1963 (mehr nie erschienen).
- Nouvelles inscriptions de Sardes. Faszikel 1: Décret hellénistique de Sardes; Dédicaces aux dieux indigènes; Inscriptions de la synagogue. Maisonneuve, Paris 1964 (mehr von Robert nie erschienen).
- Index commenté des noms de personnes. In: Nezih Firatli: Les Stèles funéraires de Byzance gréco romaine (= Bibliothèque Archéologique et Historique de l’Institut Français d’Archéologie d’Istanbul. 15). Maisonneuve, Paris 1964, S. 131–189.
- mit André Dupont-Sommer: La déesse de Hiérapolis Castabala (Cilicie) (= Bibliothèque Archéologique et Historique de l’Institut Français d’Archéologie d’Istanbul. 16). Maisonneuve, Paris 1964.
- Documents de l’Asie Mineure méridionale. Inscriptions, monnaies et géographie (= Centre de Recherches d’Histoire et de Philologie de la IVe Section de l’École Pratique des Hautes Études. 3: Hautes Études du Monde gréco-romain. 2, ZDB-ID 2554087-7). Droz u. a., Genf u. a. 1966.
- Monnaies antiques en Troade (= Centre de Recherches d’Histoire et de Philologie de la IVe Section de l’École Pratique des Hautes Études. 1: Hautes Études Numismatiques. 1, ZDB-ID 2708924-1). Droz, Genf u. a. 1966.
- Monnaies grecques. Types, légendes, magistrats monétaires et géographie (= Centre de Recherches d’Histoire et de Philologie de la IVe Section de l’École Pratique des Hautes Études. 1: Hautes Études Numismatiques. 2). Droz, Genf u. a. 1967.
- Die Epigraphik der klassischen Welt. Habelt, Bonn 1970 (um Anmerkungen erweiterte deutsche Übersetzung eines Kapitels in Charles Samaran (Hrsg.): L’Histoire et ses Méthodes. Gallimard, Paris 1961, S. 453–497).
- A travers l’Asie Mineure. Poètes et prosateurs, monnaies grecques, voyageurs et géographie (= Bibliothèque des Écoles Françaises d’Athènes et de Rome. 239, ISSN 0257-4101). École Francaise d’Athènes u. a., Athen u. a. 1980.
- mit Jeanne Robert: Fouilles d’Amyzon en Carie. Band 1: Exploration, histoire, monnaies et inscriptions. Éditions de Boccard, Paris 1983 (mehr nie erschienen).
- Documents d’Asie Mineure. (= Bibliothèque des Écoles Françaises d’Athènes et de Rome. 239bis). École Francaise d’Athènes u. a., Athen u. a. 1987, ISBN 2-86958-015-0 (Sammlung zuvor in den Jahrgängen 1977, 1978, 1981, 1982, 1983, 1984 und 1985 des Bulletin de correspondance hellénique erschienener Aufsätze).
- mit Jeanne Robert: Claros. Band 1: Décrets hellénistiques. Fascicule 1. Éditions Recherche sur les civilisations, Paris 1989, ISBN 2-86538-203-2 (mehr nie erschienen).
- Le Martyre de Pionios, prêtre de Smyrne. Herausgegeben, übersetzt und kommentiert von Louis Robert. Bearbeitet und vervollständigt von G. W. Bowersock und C. P. Jones. Dumbarton Oaks Research Library and Collection, Washington DC 1994.